# レース鳩0777
『レース鳩0777』（レースばと アラシ）は、飯森広一の日本の漫画作品。

## 概要
飯森の代表作のひとつ。1978年から1980年にかけて『週刊少年チャンピオン』で連載された。レース鳩（いわゆる伝書鳩）達の速さを競う鳩レースという競技を取り上げた作品で、レース鳩の飼い主である愛鳩家たちとの絆やしのぎを削るライバルたちとの友情が描かれる。また、競技としての解説も本格的であり、レースだけでなく愛鳩家たちが経験する日常における様々な悩みや問題なども分かりやすい形で織り込まれている。劇中、愛鳩家を中心として人間視点とレース鳩視点で話が進み、レース鳩視点では鳩同士の会話も行われる。

## あらすじ
ある日、物語の主人公である森山次郎は空から落ちてきた一羽の鳩を拾う。「0666」という文字が刻まれた足輪をつけたそれはただの鳩ではなく、黒田官兵衛の飼っている名鳩グレート・ピジョン号であった。ジフテリアにかかり弱っていたグレートを次郎は必死に介抱し、その結果グレートは一命をとりとめる。黒田はそのお礼に次郎にグレートの子供のうち片方を授け、次郎は相棒の「0777」の足輪をつけたアラシ号と共に鳩レースに参加し、様々な出来事や出会いを通してひとりの鳩レーサーとして心身共に成長していく。これはレース鳩を愛する人々と、大空を羽ばたく鳩たちとの友情の物語である。

## 登場人物
基本的に登場人物の氏名は、戦国武将や歴史上の人物、有名人から採られている。

### 山南連合会
森山次郎（もりやま じろう）
本作の主人公にしてアラシ号の飼い主。偶然拾ったグレート・ピジョン号を介抱した事から鳩レースの世界に出会い、数々のレースと経験を経て鳩レーサーとして成長していく。基本的に明るく優しい性格の持ち主。鳩レーサーとしては完全に初心者で、何度も失敗を経験するが、一生懸命頑張り続ける。
アラシ号
78-0777・B（灰色）・オス。黒田鳩舎作出・森山鳩舎使翔。
本作のもう一方の主人公。アラシという名前の由来は足輪の「0777」がおいちょかぶで、同じ数字が三つ揃うヤクの“アラシ”である事から。元々は“アラシ”の名前は次郎が拾ったグレート・ピジョン号（0666）に付けていたが、その息子に発行された番号がまた0777という“アラシ”の番号であった。名鳩グレートの息子ということもあり、その潜在能力は計り知れない。次郎と共にいくつものライバルとの対決を経て成長していく。
しかしライバルたちが一目置く実力を示しつつ、劇中最後の1100キロレースまで優勝はなかった。そして1100キロレースにてライバルを含めた全ての鳩が息絶え、レースそのものが打ち切られた後、ただ一羽生き残ったアラシが次郎の元に帰り着いたところで話は幕を閉じる。
黒田官兵衛（くろだ かんべえ）
レース鳩界の権威である白髪の老人。名鳩グレートを育て上げた本人であり、その姿からは威厳が漂う。戦時中に同僚の山本勘助と共に帝国陸軍で軍鳩の飼育員を勤め、「鳩の飼育は黒田と山本でなければだめだ」とまで言われ、軍から表彰されている。グレートを救った次郎に感謝しアラシを授け、以後も色々な所で彼に助言をする。
グレート・ピジョン号
75-0666・B（灰色）・オス。黒田鳩舎作翔。
国内はもとより、海外でも優勝経験のある伝説のレース鳩。その力強い羽ばたきは、他の鳩達を奮い立たせる。アラシやマグナムの実の父親でもある。
マグナム号
78-0976・B（灰色）・オス。黒田鳩舎作翔。
アラシの兄にあたる、グレート・ピジョンの遺伝子を受け継いだレース鳩。額に星型の傷を持つ。その傷の原因となった幼い頃の経験のせいで、あらゆるものを憎んでいる。
1100キロレースにてアラシよりも先に黒田の元に生還するが、両足が千切れており、そこで力尽きて死亡する。
山南敬介（やまなみ けいすけ）
次郎達のクラブの顧問であり、また、連合会の会長でもある。非常に温厚な人柄であり、時に優しく、時に厳しく次郎達を見守っている。責任感が強く、放鳩車の火災事故の時には、自分の鳩が亡くなった悲しみをこらえ、他の会員達に必死で謝罪して回り、尚且つ責任を取って会長を辞任しようとした。次郎達の質問に何度もアドバイスを送り、次郎達が道を踏み外しそうになった時にも本気で叱ってくれる、次郎達にとっては尊敬する先輩であり、立派な指導者でもある。
大関正宗（おおぜき まさむね）
次郎の同級生で伝書鳩界の権威、山本勘助の孫。ひねくれた性格で、初期は次郎が持ってきたグレートを盗もうとしたり、アラシを自分のものにしようとしたりと卑怯の限りを尽くしていた。その後アラシを懸命に育てる次郎の姿に触発され、自身もビャクヤと共に闘う様になる。物語の後半になっても、その性格は相変わらずだが、愛鳩ビャクヤへの想いは他の鳩レーサー達に引けを取らない。どこか憎みきれない人物である。
ビャクヤ号
//-0108・/・オス。黒田鳩舎作出・大関鳩舎使翔。
山本勘助の『孫の為にアラシに勝てる鳩が欲しい』という要望に応えた黒田官兵衛から正宗に渡ったレース鳩。夜目が抜群に利く事が最大の特徴であり武器。好戦的な性格であり、目の敵にしているアラシにはしょっちゅうちょっかいを出す。顔に腫れ物が出来る鳩痘という難病を患い、その時に出来た痕によって醜い顔になってしまうが、ビャクヤ号自身や正宗はあまり気にしていない。
1100キロレースで強風の中、商店街を飛行している最中、トラックにぶつかり台風のために誰にも助けてもらえず死亡。
君原早人（きみはら はやと）
次郎のライバルにして親友の一人。俊足で陸上選手のホープとして期待されていたが、交通事故に遭って左脚を複雑骨折し、陸上選手としての希望が絶たれる。絶望の中、大空を飛ぶ鳩の姿に惹かれ、レース鳩の世界に入っていく。足の怪我の為松葉杖を突いているが、完治する見込みはあり、イナズマをもっと沢山飛ばしてやる為に日々必死でリハビリに励んでいる。
イナズマ号
76-1720・BL（黒）・オス。君原鳩舎作翔。
その名の通り稲妻の如く凄まじい飛翔力を持ち、その羽ばたきは放鳩時に周囲の鳩を叩き落とす力を持つ。しかし、夜目がほとんど利かないという弱点を持っており、そのせいでトップ戦線から外れてしまう事が多い。
500キロレースで優勝した。
1100キロレースでは夜間フクロウに捕殺される。
睦月一（むつき はじめ）
次郎のライバルにして親友の一人。ルックスはいわゆる「メガネ君」。教育ママである母親の影響で、幼い頃から勉強一筋で育ち、一番になる事を誇りとしていた。『シートン動物記』に書かれていた伝書鳩の物語に興味を持ち、家庭教師になった山南敬介の影響でレース鳩を飼う事になった。母親は、勉強がおろそかになることを心配して山南をクビにしようとするが、体育の成績が上がったことをきっかけに、勉強だけではなく鳩レースでも一番になる様に告げた。睦月はトップを一番にする為に様々な知識を学び実践していて、彼のためにはいかなる努力も惜しまない。次郎の初心者っぷりには呆れていて、その努力は認めつつも間違いにツッコむシーンが結構ある。
トップ号
77-0001・BP（羽色）・オス。睦月鳩舎作翔。
凄まじいスピードを持つレース鳩で、短距離レースでは絶対の強さを誇る。しかし、短距離レース向きのいわゆる「硬い筋肉」で、長距離レースではスピードを維持することができず、疲れもたまりやすいという弱点を持つ。
100-300キロレースでは常に優勝している。
1100キロレースでは全力で飛び続けたため津軽海峡で力尽きる。
山下佐清（やました すけきよ）
次郎のライバルにして親友の一人。老舗の呉服問屋の跡取息子で、おかっぱ頭におたふくの様な顔、そして年中着物姿という突飛な姿をしている。穏やかな性格で、語尾に「〜だな」を付けるのが特徴。放浪癖の持ち主で、絵を描きにふらりと旅に出て、しばらく帰ってこないという事を繰り返している。幼いころに実の母を亡くし、継母とはぎくしゃくした関係だったが、劇中和解している。モデルは画家の山下清。
オフクロ号
76-0296・W（白）・メス。山下鳩舎使翔。
本作では珍しいメスのレース鳩で、白色の美しい姿をしている。ずば抜けた方向感覚と優れた記憶力を持つ。佐清が放浪先で絵を描く時、いつもそこで彼女を放っている為、様々な独自のルートを記憶している。
600キロレースで優勝した。
1100キロレースではイヌワシに捕殺される。

### サブキャラクター
山本勘助（やまもと かんすけ）
黒田官兵衛の旧友であり大関正宗の祖父。軍に従事していた際に、鳩舎が移動してもその鳩舎を目指して戻ってくるという「移動鳩」という難しい訓練を行っていた。次郎にいろいろなアドバイスをしてくれる。
山崎（やまざき）
黒田官兵衛の鳩舎の世話係。500羽もの鳩を一人で世話していた。グレートが病気にかかった事でクビになりかかるが、次郎のおかげで免れ、助手を付けてもらえた。
ハナブサ号
8723号。メス。大関が飼っていた鳩だが、大関の企みの失敗でアラシと一緒に次郎の鳩舎に来てしまい、そのままアラシの嫁となる。
黒田長政（くろだ ながまさ）
黒田官兵衛の孫。レース鳩ムサシ（0634）号を飼い始めたばかりの初心者で、次郎を師匠と仰ぐ。

### その他の地区の連合会
長倉新八（ながくら しんぱち）
千代田連合会・会長。山南と幼なじみで、考えが慎重派。
明智光夫（あけち みつお）
マックスの飼い主。多くの鳩を飼っているが、アメリカ生まれのマックスの父のために、餌の内容をはじめとして全てをマックスの父親中心にするという特殊な飼育方法で、マックスを手に入れた。
マックス号
//-9999・/・オス。明智鳩舎作翔。
アメリカのペパーマン系という種類の鳩。鶏と間違われたほどの巨大な身体をもつ。その黒い巨躯で悠々と空を飛ぶ様は、不気味な迫力を漂わせる。天敵といわれる猛禽類の攻撃にも全く動じない。カラスの群れに突っ込んでいってカラスたちを叩き落としたため、アラシは一時ショックを受けてしまったほどである。知力、体力ともに申し分無く、アラシの最大のライバルのうちの一羽。
1100キロレースではアラシと競った末に、台風で切断された電線により感電死する。
松平晴嗣（まつだいら はるつぐ）
実家は豆腐屋。デリンジャーの早朝訓練のために早起きをしている。
デリンジャー号
//-1865・/・/オス。松平鳩舎作翔。
オランダのデッケン系という小型の鳩。「デリンジャー」と言う名前は同名の小型拳銃から名付けられた。リンカーン大統領を殺害した銃として知られており、足輪の番号はリンカーンが殺害された年である。マックス号とは対照的にかなり小柄な体躯だが非常に荒っぽい性格をしており、放鳩される前に他の鳩をけんかで殺してしまうこともある。
1100キロレースにて鷹に挑みかかり、片目を潰すが捕殺される。
ジャック・ダニエル
睦月の通っている英会話教室の息子。日本語が堪能で友好的な性格。ジャックの父親も、ナパーム号の祖父にあたる鳩を飼っていた。その鳩ボムは、父がベトナム戦争に赴いた際に軍鳩として活躍した。
ナパーム号
//-7806・/・オス。ジャック・ダニエル鳩舎作翔。
フランスのシオン系という種類の鳩。逆風に強く、波乗りの要領で向かい風に乗って上昇する特技を持つ。反面、湿気が他の鳩に比べて苦手で悪天候に弱い。
1100キロレースでは向かい風に乗る特技を生かして進んだ結果、台風に巻き込まれて死亡する。
淀君子（よど きみこ）
合同レースで出会った次郎たちが一目惚れしてしまった鳩レーサー。学校で鳩飼育の事で陰口を言われながらもクレナイのために努力している。好意を持つ次郎に対して、淀は次郎とアラシにライバル心を抱いてしまう。
クレナイ号
//-9071・/・/メス。黒田鳩舎作出・淀鳩舎使翔。
紅を思わせるほどのツヤをもった茶色い羽色のレース鳩。黒田官兵衛の『かつてない美しい容貌のレース鳩を創りたい』と言う願望から生み出された。本来レース鳩とは無縁の鑑賞鳩の血が入っているため、長距離飛行を苦手としている。
1100キロレースでは見かけたアラシを追って力尽き、海に落ちる。
ショット・ガン・グループ
ひとつの鳩舎を共有してレース鳩を訓練している鳩レーサーたち。名称は散弾銃を意味するショットガンから。
バレット1号 - 7号
共同作戦をとる鳩グループ。それぞれの能力は低くないのだが、他の鳩を卑劣な作戦で陥れる。
1100キロレースでは一羽は放鳩前にデリンジャー号に殺害され、更にもう一羽は勢い余ってガラス窓に頭を突っ込んで死亡。またもう一羽は加害者の捜索に奔走していたために放鳩に出遅れてバラバラになり死亡し、残りもハトの天敵に襲われて全滅する。

## 専門用語
日本レース鳩協会
本作中で鳩レースを開催している架空の団体。レース鳩の登録などをここで行う。現実では、このような事を行う機関は「日本鳩レース協会」「日本伝書鳩協会」である。
足輪
レース鳩の左足につけるアルミ製のリング。ひとつひとつに「yy-nnnn」と、誕生年の西暦下2桁と4桁の連番が彫られており、これがその鳩の登録番号となる。レース鳩がレースに参加する為の必需品で、レース鳩を登録する際に必ず着けておかなければならないものである。なお、こちら表記方法も本作用の設定であり、現実のものとは異なる。現行のものは「yy-nnnnn」と5ケタになっていることが多い。なお、戦前は右足に着けられており、アラシは黒田の古い慣習に従って右足に足輪が着けられている。
ピジョン・タイマー
鳩レースの時間測定専用の精巧なゼンマイ式時計。化粧箱のような形をした大型のもので、不正防止のため様々な機能と規制がなされている。スイス製の「STB社」の物が質・量ともに有名。次郎の使っているピジョン・タイマーは、「STBスペシャル」と呼ばれる極めて精度の高いもの。現在では鳩舎にコンピュータ制御のセンサーが取り付けられており、鳩が鳩舎をくぐると自動的にコンピュータに取り付けられたICチップに時間を記録する。そのため、漫画のように飼い主が鳩の帰りを待っているということはなくなっている。
放鳩（ほうきゅう）
スタート地点からレース鳩たちを放すこと。いわゆるスタート。長距離レースではトラックの荷台部分が大きく開く放鳩車を使う場合が多い。
鳩舎（きゅうしゃ）
鳩たちを飼っておく鳩専用の家のこと。視界の開けたところに作らなければならず、たいていは家の二階のベランダなどに作られている。
作翔・作出・使翔（さくしょう・さくしゅつ・ししょう）
レース鳩の産まれ・育ちの鳩舎を表すために使われる用語。自分の鳩舎で産まれた雛を育てて飛ばすことを作翔という。産まれた雛が何かしらの理由でその鳩舎を離れた場合、産まれた鳩舎を作出、育てて飛ばす鳩舎を使翔で表す。
夜目（よめ）
暗いところで物がよく見える場合、「夜目がきく」と言う。夕方や夜間、濃霧内での飛行に関わる事項。生まれつきのものなので訓練での向上は困難。

## レース
100キロレース
茨城県石岡市 放鳩
200キロレース
茨城県北茨城市磯原 放鳩
300キロレース
福島県相馬市中村 放鳩
500キロレース
岩手県盛岡市 放鳩
600キロレース
青森県野辺地町 放鳩
800キロレース
北海道長万部町 放鳩
1100キロレース
北海道稚内市 放鳩
劇中、行われた最期のレース。話の終盤はライバル達が一話につき一羽ずつ命を落としていく展開となる。

## 書誌情報
- 飯森広一 『レース鳩0777』 秋田書店〈少年チャンピオン・コミックス〉、全14巻
  1. 1978年8月5日初版発行、ISBN 4-253-03542-6
  2. 1978年10月30日初版発行、ISBN 4-253-03543-4
  3. 1978年12月1日初版発行、ISBN 4-253-03544-2
  4. 1979年4月10日初版発行、ISBN 4-253-03545-0
  5. 1979年7月10日初版発行、ISBN 4-253-03546-9
  6. 1979年9月10日初版発行、ISBN 4-253-03547-7
  7. 1979年11月25日初版発行、ISBN 4-253-03548-5
  8. 1980年1月5日初版発行、ISBN 4-253-03549-3
  9. 1980年3月5日初版発行、ISBN 4-253-03550-7
  10. 1980年5月15日初版発行、ISBN 4-253-03551-5
  11. ISBN 4-253-03552-3
  12. 1980年10月20日初版発行、ISBN 4-253-03553-1
  13. 1980年12月10日初版発行、ISBN 4-253-03554-X
  14. 1981年1月5日初版発行、ISBN 4-253-03555-8